# Pasquale Carminucci
Pasquale Carminucci (San Benedetto del Tronto, 29 agosto 1937 – Roma, 22 febbraio 2015) è stato un ginnasta italiano. Ha rappresentato l'Italia a tre edizioni consecutive dei Giochi olimpici (Roma 1960, Tokyo 1964 e Città del Messico 1968), vincendo la medaglia di bronzo nel concorso a squadre nell'edizione italiana.

## Biografia

### Infanzia e primi passi in palestra
Rimane orfano in tenera età per la scomparsa del padre sul fronte russo, condividerà con il fratello minore Giovanni (1939-2007) una brillante carriera ginnica. Le difficoltà economiche spingono la madre, bidella elementare, ad affidare i bambini a un collegio di Ascoli Piceno, l'Educatorio, ove malgrado la pessima denominazione,  vengono dettati tanti sani principi da un illustre pedagogo, il Direttore Arturo Clerici. In tale collegio il Direttore assieme ad un impiegato, Mario Scaramucci, avevano creato la Società Sportiva Labor affiliandola alla FGI e su consiglio di un ginnasiarca Pietro Baldassari, che operava a Porto San Giorgio, avevano assunto, quale allenatore, il fermano Giulio Pennente ed è sotto tale guida e nella palestra interna allo stabile del collegio che, nel 1949, hanno avviato i primi passi i Carminucci unitamente ad altri giovani collegiali.

### Carriera sportiva
Nel 1958 Pasquale Carminucci si aggiudica il titolo di campione italiano assoluto e partecipa ai Campionati del Mondo che si svolgono a Mosca. Nello stesso anno, la guida della Nazionale italiana è affidata allo svizzero Jack Günthard, già medaglia d'oro alla sbarra nel 1952 alle Olimpiadi di Helsinki. Günthard forma un gruppo di giovani atleti che costituiranno la più forte squadra di ginnastica maschile italiana del dopoguerra, quella dei Menichelli e dei fratelli Carminucci.
Alle Olimpiadi di Roma  l'Italia torna a conquistare quelle medaglie nella ginnastica che mancavano dai Giochi di Los Angeles del lontano 1932. Tra esse, oltre a quella d'argento conquistata dal fratello alle parallele, brilla particolarmente quella di bronzo nel concorso a squadre, dove Pasquale Carminucci dà il suo valido apporto, insieme a Giovanni e a Franco Menichelli, Angelo Vicardi, Orlando Polmonari e Gianfranco Marzolla. Pasquale ottiene anche un onorevole trentunesimo posto nel concorso generale individuale.
Nel 1962 Pasquale Carminucci gareggia ai Campionati del mondo di Praga.  Ai IV Giochi del Mediterraneo, disputatisi a Napoli, nel 1963, contribuisce alla conquista della medaglia d'oro della Nazionale nel concorso a squadre.
Alle Olimpiadi di Tokyo (1964), la Nazionale italiana è rinforzata dall'arrivo di Luigi Cimnaghi e Bruno Franceschetti, al posto di Polmonari e Marzolla, ma la squadra scende dal podio e si classifica solo al quarto posto. Nel concorso generale individuale Pasquale Carminucci è quarantaduesimo.
Nel 1968, Pasquale Carminucci disputa la sua terza Olimpiade (Città del Messico), ricoprendo l'84º posto in graduatoria. La squadra (con Vincenzo Mori al posto di Angelo Vicardi) soffre la penalizzazione dell'infortunio capitato a Menichelli durante l'esecuzione dell'esercizio al corpo libero e si classifica soltanto dodicesima.

### Dopo il ritiro
Pasquale Carminucci è rimasto nel mondo della ginnastica artistica, seguendo come tecnico Roberta Battistoni nei Giochi Nazionali Special Olympics.

## Palmarès
Giochi olimpici
| Anno | Manifestazione  | Sede | Evento             | Risultato |
| ---- | --------------- | ---- | ------------------ | --------- |
| 1960 | Giochi olimpici | Roma | Concorso a squadre | Bronzo    |

Giochi del Mediterraneo
- Oro Napoli 1963 (Squadre)

Campionati nazionali
- Oro  Campione nazionale nel concorso generale (1958)